# Bulletin d’information des sciences historiques en Europe Orientale
Bulletin d’information des sciences historiques en Europe Orientale – pismo ukazujące się w latach 1927-1939 w Warszawie. wydawane było przez Federację Towarzystw Historycznych Europy Wschodniej. Pismo stanowiło pewnego rodzaju przegląd historiografii różnych krajów. Toczyły się dyskusje wokół pojęć dotyczących krajów Europy Wschodniej, Środkowej, Słowiańskiej. Redaktorem naczelnym był Marceli Handelsman.